# Grand Prix automobile du Portugal 1991
GP précédent GP suivant
Le Grand Prix automobile du Portugal 1991 (Grande Prêmio de Portugal), disputé sur l'Autódromo do Estoril situé à Estoril près de Lisbonne au Portugal le 22 septembre 1991, est la onzième édition du Grand Prix, la 513e épreuve de l'histoire du championnat du monde de Formule 1 courue depuis 1950 et la treizième manche du championnat 1991.

## Classement
| Pos. | No | Pilote             | Écurie               | Tours | Temps/Abandon                      | Grille | Points |
| ---- | -- | ------------------ | -------------------- | ----- | ---------------------------------- | ------ | ------ |
| 1    | 6  | Riccardo Patrese   | Williams-Renault     | 71    | 1 h 35 min 42 s 304 (193,626 km/h) | 1      | 10     |
| 2    | 1  | Ayrton Senna       | McLaren-Honda        | 71    | + 20 s 941                         | 3      | 6      |
| 3    | 28 | Jean Alesi         | Ferrari              | 71    | + 53 s 554                         | 6      | 4      |
| 4    | 23 | Pierluigi Martini  | Minardi-Ferrari      | 71    | + 1 min 03 s 498                   | 8      | 3      |
| 5    | 20 | Nelson Piquet      | Benetton-Ford        | 71    | + 1 min 10 s 033                   | 11     | 2      |
| 6    | 19 | Michael Schumacher | Benetton-Ford        | 71    | + 1 min 16 s 582                   | 10     | 1      |
| 7    | 15 | Mauricio Gugelmin  | Leyton House-Ilmor   | 70    | + 1 tour                           | 7      |        |
| 8    | 33 | Andrea De Cesaris  | Jordan-Ford          | 70    | + 1 tour                           | 14     |        |
| 9    | 24 | Gianni Morbidelli  | Minardi-Ferrari      | 70    | + 1 tour                           | 13     |        |
| 10   | 32 | Roberto Moreno     | Jordan-Ford          | 70    | + 1 tour                           | 16     |        |
| 11   | 26 | Érik Comas         | Ligier-Lamborghini   | 70    | + 1 tour                           | 23     |        |
| 12   | 7  | Martin Brundle     | Brabham-Yamaha       | 69    | + 2 tours                          | 19     |        |
| 13   | 3  | Satoru Nakajima    | Tyrrell-Honda        | 68    | + 3 tours                          | 21     |        |
| 14   | 11 | Mika Häkkinen      | Lotus-Judd           | 68    | + 3 tours                          | 26     |        |
| 15   | 9  | Michele Alboreto   | Footwork-Porsche     | 68    | + 3 tours                          | 24     |        |
| 16   | 25 | Thierry Boutsen    | Ligier-Lamborghini   | 68    | + 3 tours                          | 20     |        |
| 17   | 16 | Ivan Capelli       | Leyton House-Ilmor   | 64    | Châssis                            | 9      |        |
| Abd. | 4  | Stefano Modena     | Tyrrell-Honda        | 56    | Moteur                             | 12     |        |
| Dsq. | 5  | Nigel Mansell      | Williams-Renault     | 51    | Disqualifié                        | 4      |        |
| Abd. | 30 | Aguri Suzuki       | Larrousse-Ford       | 40    | Transmission                       | 25     |        |
| Abd. | 27 | Alain Prost        | Ferrari              | 39    | Moteur                             | 5      |        |
| Abd. | 2  | Gerhard Berger     | McLaren-Honda        | 37    | Moteur                             | 2      |        |
| Abd. | 21 | Emanuele Pirro     | Scuderia Italia-Judd | 18    | Moteur                             | 17     |        |
| Abd. | 22 | Jyrki Järvilehto   | Scuderia Italia-Judd | 14    | Boîte de vitesses                  | 18     |        |
| Abd. | 8  | Mark Blundell      | Brabham-Yamaha       | 12    | Suspension                         | 15     |        |
| Abd. | 12 | Johnny Herbert     | Lotus-Judd           | 1     | Moteur                             | 22     |        |
| Nq.  | 29 | Éric Bernard       | Larrousse-Ford       |       | Non qualifié                       |        |        |
| Nq.  | 17 | Gabriele Tarquini  | AGS-Ford             |       | Non qualifié                       |        |        |
| Nq.  | 34 | Nicola Larini      | Modena-Lamborghini   |       | Non qualifié                       |        |        |
| Nq.  | 35 | Eric van de Poele  | Modena-Lamborghini   |       | Non qualifié                       |        |        |
| Npq. | 18 | Fabrizio Barbazza  | AGS-Ford             |       | Non préqualifié                    |        |        |
| Npq. | 14 | Olivier Grouillard | Fondmetal-Ford       |       | Non préqualifié                    |        |        |
| Npq. | 10 | Alex Caffi         | Footwork-Porsche     |       | Non préqualifié                    |        |        |
| Npq. | 31 | Pedro Chaves       | Coloni-Ford          |       | Non préqualifié                    |        |        |

## Pole position et record du tour
- Pole position : Riccardo Patrese en 1 min 13 s 001 (vitesse moyenne : 214,518 km/h).
- Meilleur tour en course : Nigel Mansell en 1 min 18 s 179 au 36e tour (vitesse moyenne : 200,310 km/h).

## Tours en tête
- Riccardo Patrese : 59 (1-17 / 30-71)
- Nigel Mansell : 12 (18-29)

## Statistiques
- 5e victoire pour Riccardo Patrese.
- 50e victoire pour Williams en tant que constructeur.
- 30e victoire pour Renault en tant que motoriste.
- Nigel Mansell est disqualifié à la suite d'une intervention illégale de ses mécaniciens : en redémarrant après son arrêt aux stands, il perd une roue mal serrée, ses mécaniciens se précipitent pour la refixer, mais effectuent leur intervention en dehors de la zone réglementaire.